# František Ringo Čech

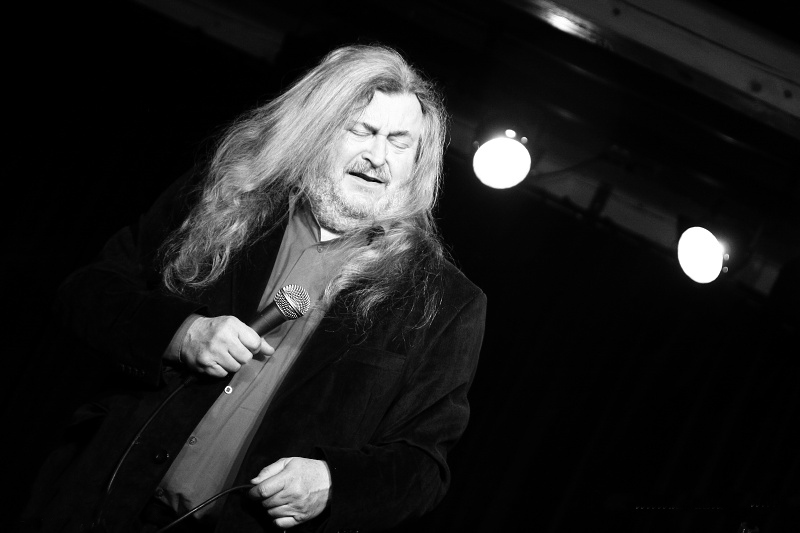
František Ringo Čech 2011

František Ringo Čech (* 9. Juli 1943 in Prag) ist ein tschechischer Schlagzeuger, Sänger, Songschreiber, Schauspieler, Maler und Schriftsteller.

## Werdegang
Der Sohn des Liedermachers František Čech „Pražski“ absolvierte eine Ausbildung als Fernsehmechaniker und studierte am Prager Konservatorium Schlagzeug bei Vladimír Vlasák. Er spielte zunächst Dixieland, nahm dann Unterricht bei dem Bassisten Herbert Ward und studierte danach klassischen Jazz bei Pavel Smetáček. Der Pianist Jaromír Klempíř holte ihn 1963 in die Gruppe Olympik, die Musik nach dem Vorbild der Beatles machte. Mit dieser Band gastierte er auch im Prager Theater Semafor im Stück Ondráš podotýká.In dieser Zeit nahm Čech den zweiten Vornamen Ringo an. 1965 gewann er eine Umfrage als bester tschechischer Beat-Schlagzeuger.
Von 1965 bis 1967 lebte Čech in den USA und trat im Tropicana Las Vegas auf. Nach seiner Rückkehr in die Tschechoslowakei nahm er 1967 mit der Rogers Band am ersten Tschechischen Rockfestival teil und arbeitete mit den Sängern Pavel Sedláček und Petr Černocký, dem Gitarristen und Sänger Petr Kaplan, dem Organisten und Pianisten Rudolf Rokl, dem Saxophonisten Miloslav Růžek, dem Gitarristen Zdeněk Juračka und dem Bassisten und Sänger Ladislav Chvalkovský zusammen.
1968 ging er mit einem Tanzorchester erneut ins Ausland und gründete mit seinem Bruder, dem Bassgitarristen Svatopluk Čech, die Rockgruppe Shut up, die auch als Theaterorchester auftrat (ab 1982 als Skupina Františka Čecha). Daneben schrieb er Texte für andere Gruppen und Künstler wie Abraxas, Pražský výběr und die Combo FH a Bronz und für Schlagersänger wie Karel Gott. Er malte, schrieb Kurzgeschichten, Drehbücher (u. a. mit Petr Novotný für die Filmstudios Barrandov) und Gedichte für Kinder, organisierte Rockfestivals und trat als Schauspieler auf.
1983 gründete er ein eigenes Theater, an dem er als Regisseur, Autor, Dramaturg und Schauspieler aktiv war; er war dabei sehr erfolgreich: so wurde sein Stück Dívčí válka allein 1200 Mal aufgeführt, und obwohl sein Theater kein eigenes Haus hatte, gewann er dafür Schauspieler wie Helena Růžičková, Andrea Čunderlíková und Jiří Hrzán. In den späteren Jahren hatte er zudem Erfolge als naiver Maler.

## Quelle
- Český hudební slovník osob a institucí – Čech, František Ringo